# Шакпак (Костанайская область)
Шакпак (каз. Шақпақ) — село в Амангельдинском районе Костанайской области Казахстана. Входит в состав Амантогайского сельского округа. Находится примерно в 36 км к северо-востоку от села Амангельды. Код КАТО — 393437700.

## Население
В 1999 году население села составляло 282 человека (141 мужчина и 141 женщина). По данным переписи 2009 года, в селе проживало 89 человек (43 мужчины и 46 женщин).